# 2014年6月中国大陆

## 6月1日
- 第三届中国（北京）国际服务贸易交易会闭幕。作为全球服务贸易规模最大的交易会，本届京交会共达成签约项目236个，意向签约额818.3亿美元，比第二届增长4%[1][2][3][4]。
- “新京报讯，记者从最高检获悉，近日，检察机关以涉嫌受贿犯罪对中央电视台财经频道总监郭振玺、制片人田立武立案侦查并采取强制措施。”[5]“郭振玺出事与曾担任央视副台长的原公安部副部长李东生落马有关。”[6]

## 6月2日
- 中国常驻联合国代表团副代表王民向联合国秘书长交存了中国政府接受《京都议定书》多哈修正案的接受书[7][8]。

## 6月3日
- 国务院总理李克强下午在人民大会堂同科威特首相贾比尔·艾哈迈德·萨巴赫举行会谈[9]。李克强表示，科威特是最早同中国建交的海湾阿拉伯国家，两国业已成为相互信赖的好朋友和真诚合作的好伙伴[10][11][12]。
- 重慶硯石台煤礦發生瓦斯事故，已知22人死。[13]
- “中共江西省委常委赵智勇被免职，江西一年3省部级官员落马”。人民网（页面存档备份，存于）“赵智勇或涉及苏荣案件，苏荣任江西省委书记时，赵智勇任省委常委、省委秘书长等职。据传其为苏荣的大总管。”[14]

## 6月5日
- 中阿合作论坛第六届部长级会议在人民大会堂开幕。中国国家主席习近平出席开幕式并发表题为《弘扬丝路精神，深化中阿合作》的讲话[15][16]。习近平表示，当前中阿都面临实现民族振兴的共同使命和挑战。希望双方弘扬丝绸之路精神，以共建丝绸之路经济带和21世纪海上丝绸之路为新机遇新起点，不断深化全面合作、共同发展的中阿战略合作关系[17]。
- 中共山东省潍坊市委常委、副市长陈白峰在其住地附近被发现自缢身亡。据其亲属介绍，陈白峰有多年抑郁症病史。[18][19]
- 湖南省岳阳市环境保护局总工程师杨坪罗在留下一纸遗书后，从市环保局综合大楼13楼顶层的阳台上跳下，当场身亡。[20][21]

## 6月8日
- 6月8日是“世界海洋日”，国家海洋局在北京、福建等地举办各类主题活动。2014年中国世界海洋日暨全国海洋宣传日的主题是：建设海上丝路，联通五洲四海[22][23]。
- 在法国巴黎举行的法国网球公开赛女子双打决赛中，“海峡组合”彭帅／谢淑薇以2比0战胜意大利组合埃拉尼／文奇，夺得冠军[24][25]。

## 6月9日
- 中国人民解放军海军水面舰艇编队分别从三亚、舟山军港起航，参加“环太平洋—2014”多国军事演习。这是中国海军首次参加由美国海军组织的“环太平洋”多边海上联合演习[26][27][28][29]。
- 央行宣布从6月16日起，对符合审慎经营要求且“三农”和小微企业贷款达到一定比例的商业银行（不含2014年4月25日已下调过准备金率的机构）下调人民币存款准备金率0.5个百分点。此外，下调财务公司、金融租赁公司和汽车金融公司人民币存款准备金率0.5个百分点[30][31]。

## 6月10日
- 湖北省潜江市浩口镇第三小学发生劫持事件，嫌犯张泽清答应放走学生和置换人质的要求后，被击毙。嫌犯张泽清系退伍军人，现年57岁，因村里征地的补偿款问题和宅基地划拨问题与本村党支部书记许某发生过严重的矛盾冲突。携带爆炸物等进入校园，之后嫌犯答应让学生先走，其中的一名教师留下做人质。接到报警后，该镇党委副书记、纪委书记王林华赶到现场，提出自己做人质换下老师，嫌犯答应。嫌犯期间大声诉说自己的冤情，数小时谈判未果后，11时左右，狙击手击中1枪，当地特警3枪将嫌犯击毙，人质安全[32][33][34][35]。
- 国务院新闻办公室发表《“一国两制”在香港特别行政区的实践》白皮书，全面阐述回归以来“一国两制”在香港特区的实践成就[36][37]。

## 6月11日
- 国家主席习近平在人民大会堂会见意大利总理伦齐。习近平表示，中意传统友好，两国人民都为各自古老的文明感到自豪，彼此相互欣赏和借鉴[38]。下午，国务院总理李克强在人民大会堂与意大利总理伦齐举行会谈后共同会见记者[39]。

## 6月13日
- 城市公立医院综合改革试点座谈会在福建省三明市召开。国家卫生计生委主任李斌说，全面启动实施第二批城市公立医院综合试点，为实现2015年形成城市公立医院改革基本路子的目标打好基础[40]。

## 6月14日
- 6月14日至15日，国家主席习近平特使、全国人大常委会副委员长陈竺应邀出席在玻利维亚举行的77国集团成立50周年纪念峰会[41][41][42][43][44]。
- 中国人民政治协商会议第十二届全国委员会副主席苏荣涉嫌严重违纪违法，接受调查[45][46][47]。
- 警方在麦盖提县6号村进行突袭搜查时，嫌犯库尔班持刀袭警。事件中两名维族警察丧生。嫌犯库尔班也被警方当场击毙。[48]

## 6月15日
- 第六届海峡论坛在厦门海峡会议中心举行。中共中央政治局常委、全国政协主席俞正声出席论坛开幕式并致辞。本届论坛以“和谐发展、幸福两岸”为主题[49][50]。

## 6月16日
- 应英国首相卡梅伦邀请，国务院总理李克强乘专机抵达伦敦希思罗机场，开始对英国进行正式访问。李克强总理夫人程虹同机抵达。李克强表示今年是中英全面战略伙伴关系建立10周年，两国关系面临承上启下的重要契机[51][52]。
- 新疆阿克苏、吐鲁番、和田三地中级人民法院依法对犯有组织、领导、参加恐怖组织罪、故意杀人罪、放火罪、非法制造、储存、运输爆炸物罪、盗窃罪的7案13名罪犯执行死刑。其中包括2013年鄯善县“6·26”暴力恐怖袭击事件3名罪犯和阿卜杜杰力力·麦提纳斯尔。[53]
- 总部设在罗马的联合国粮农组织对中国提前实现千年发展目标予以表彰。中国农业部副部长陈晓华率团代表出席“千年发展目标”特别活动并接受表彰[54]。

## 6月18日
- 国务委员杨洁篪在越南同范平明举行中越双边合作指导委员会团长会晤[55]。
- 广电总局：禁止记者私自开展批评报道，禁止记者跨行业跨领域采访。[56]
- 原中共中央政治局常委、国家副主席曾庆红之子曾伟，继2008年在澳大利亚斥资3240万美元买豪宅，创下澳大利亚史上第三贵（页面存档备份，存于）记录并保持至今；今再花450万美元拆了重建，成为澳大利亚“史上最昂贵的拆除”。[57][58][59]

## 6月19日
- 中共中央纪委、监察部网站宣布，山西省政协副主席令政策、山西省委常委、副省长杜善学涉嫌严重违纪违法，目前正接受组织调查。（令政策：中共中央纪委、监察部网站，杜善学：中共中央纪委、监察部网站）
  - 翌日，新华社中国网事发表评论《朝里有人也不灵》，不久便被删除。BBC（页面存档备份，存于）纽约时报（页面存档备份，存于）
- 广东省广州市女纪委书记王晓玲被原《广州日报》社长戴玉庆当庭举报，法庭拒绝关键证人作证。美国之音（页面存档备份，存于）
- 刘云山出访欧洲四国”新浪网（页面存档备份，存于）

## 6月20日
- 外交部发言人秦刚宣布，中国、印度、缅甸共同商定，和平共处五项原则发表60周年纪念活动将于28日至29日在北京举行。中国国家主席习近平将出席28日举行的纪念大会。中国国务院总理李克强将出席29日举行的纪念招待会[60][61]。
- 6月20日，山西省运城市召开市委扩大会议，山西省委组织部长汤涛到场，宣布原市委书记王茂设涉嫌严重违法违纪已接受调查，并宣布运城市委工作由时任市长王清宪主持[62][63]。

## 6月21日
- 第三届世界和平论坛在清华大学举行。国务委员杨洁篪出席开幕式并发表主旨演讲[64][65][66]。
- 6月20日至21日，首届金家岭财富论坛在山东青岛市崂山区举行[67]。

## 6月23日
- 由国防科技大学研制并落户国家超级计算广州中心的天河二号超级计算机，6月23日再次荣登全球超级计算机500强排行榜榜首，以每秒33.86千万亿次的浮点运算速度获得世界超算“三连冠”[68][69][70]。
- 国家发改委原副主任、国家能源局原局长刘铁男涉嫌受贿犯罪一案，最高人民检察院侦查终结后，经依法指定管辖，已由河北省廊坊市人民检察院向廊坊市中级人民法院提起公诉[71]。
- 中国首只自发自还的地方政府债正式亮相广东，共计发行148亿元人民币，期限包括5年、7年和10年，对应的计划发行规模分别为59.2亿元、44.4亿元和44.4亿元[72]。

## 6月24日
- 马其顿首都斯科普里与中国南车签署6列内燃、电动车组购销合同。根据合同，南车旗下一级子公司南车株洲电力机车有限公司执行此项目，这是中国动车组整车产品首次进入欧洲市场[73][74]。
- 美国国会众议院投票通过提议将中国驻美大使馆所在街道更名为刘晓波广场(Liu Xiaobo Plaza)，以纪念在狱中获得诺贝尔和平奖的刘晓波。华盛顿邮报（页面存档备份，存于）南华早报（页面存档备份，存于）

## 6月25日
- “全国政协十二届常委会第六次会议闭幕，会议经过表决，通过了关于免去苏荣第十二届全国政协副主席职务、撤销其全国政协委员资格的决定。会议还追认了全国政协第十五次和十六次主席会议分别作出的关于撤销宋林、叶万勇第十二届全国政协委员资格的决定。” [75]官方资料显示，今年61岁的叶万勇是湖北武汉人，少将军衔。2012年5月，中共四川省委换届，59岁的叶万勇因年近退休未再入常委班子。但2012年7月的《四川日报》报道，经中央批准，叶万勇再次进入中共四川省委常委会，填补了自己刚刚退出的军方常委空缺。这一‘先出后进’，在中共省委换届中非常罕见。2014年1月，叶万勇卸任四川省委常委一职。其四川省军区政委一职由刘家国接任，从贵州省军区司令员调任四川省军区司令员的李亚洲少将接替其出任省委常委。”[76]

## 6月26日
- 国务院副总理汪洋兼任国务院三峡工程整体竣工验收委主任[77]。
- 深圳市市场监管局正式对快播公司送达《行政处罚决定书》（简称《决定书》）。根据《决定书》，快播被处以2.6亿元罚款，即日生效。该罚款金额创下了中国互联网行业行政处罚之最[78][79]。

## 6月27日
- 中共中央纪委对国家信访局原党组成员、副局长许杰严重违纪违法问题进行了立案检查。经查，许杰利用职务上的便利为有关单位或个人谋取利益，索取、收受巨额贿赂；对国家信访局来访接待司发生的系列严重违纪违法案件负有主要领导责任；与他人通奸。[80]

## 6月30日
- 中共中央总书记习近平主持召开中央政治局会议，听取中央军委纪律检查委员会的审查报告，决定开除前中央政治局委员、中央军委副主席，解放军上将徐才厚的党籍，移送最高人民检察院授权军事检察机关依法处理[81][82]。
- 河北省邯郸市邯山区工业信息化局前局长崔元林在高速公路上撞车自杀。[83][84]